# Temple d'Atena Ilies
El Temple d'Atena Ilies fou un temple grec a Ílion (Anatòlia). Les seues ruïnes formen part del jaciment arqueològic de l'antiga Troia, declarat Patrimoni de la Humanitat per la UNESCO.

## Història
Es va construir durant la fase de Troia VIII, del període grec de la ciutat; se'n desconeix, però, la data exacta. En general, se sol datar de principis del període hel·lenístic, al 300-280 abans de la nostra era. Segons Estrabó, el va construir Lisímac de Tràcia. A vegades s'ha datat més tard, del segle i ae.
És possible que n'hi hagués un predecessor a menor escala en l'emplaçament del temple ja en l'època arcaica.

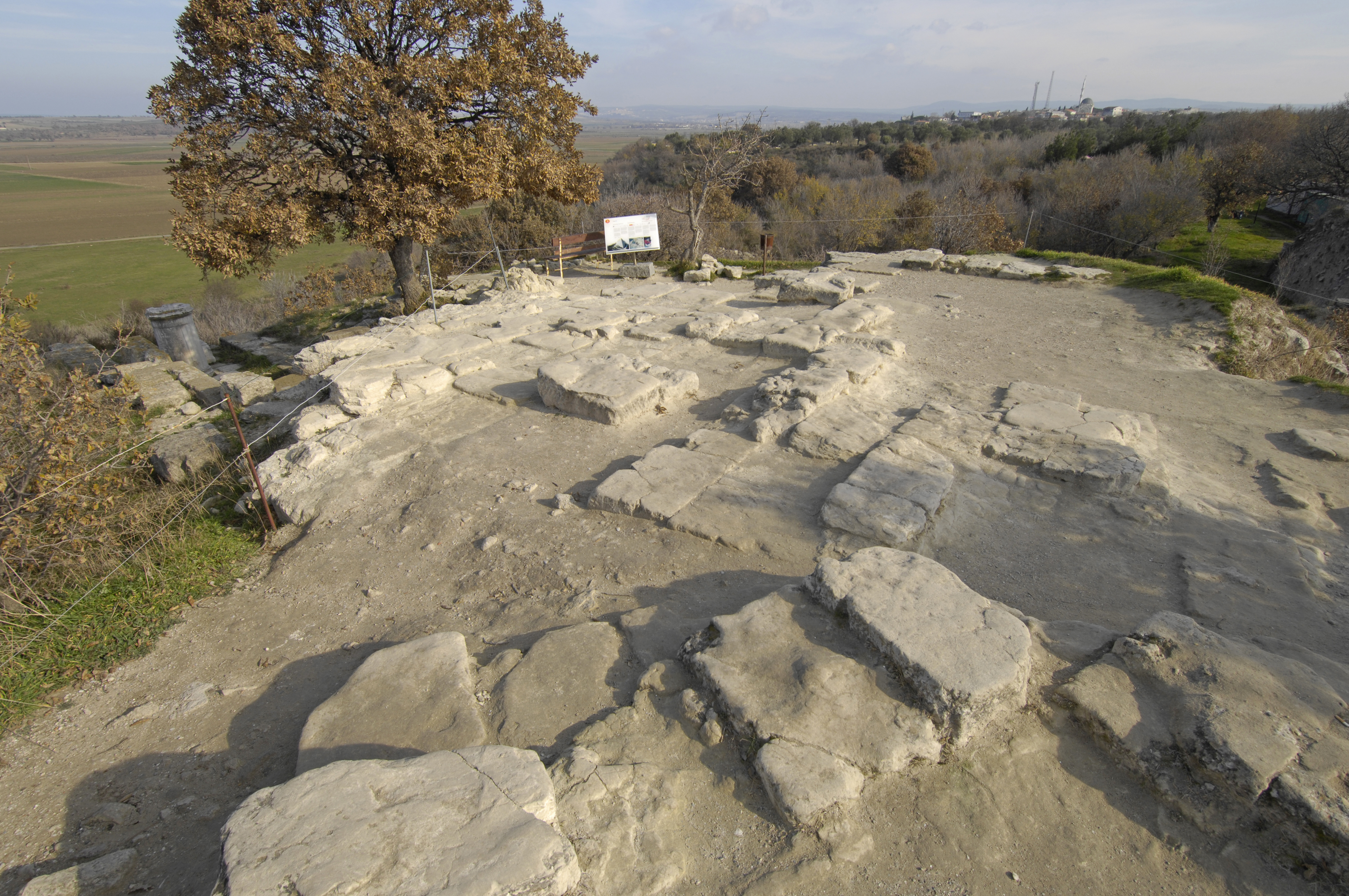
Esplanada del Temple d'Atena

Gai Flavi Fímbria el va destruir en el 85 ae, quan va conquistar la ciutat. Més tard, durant la fase de Troia IX del període romà de la ciutat, el van restaurar, segurament per ordre de l'emperador August.
El culte a Atena Ilies era el més important d'Ílion. El temple anava acompanyat d'un festival anual consistent en sacrificis i competicions esportives.

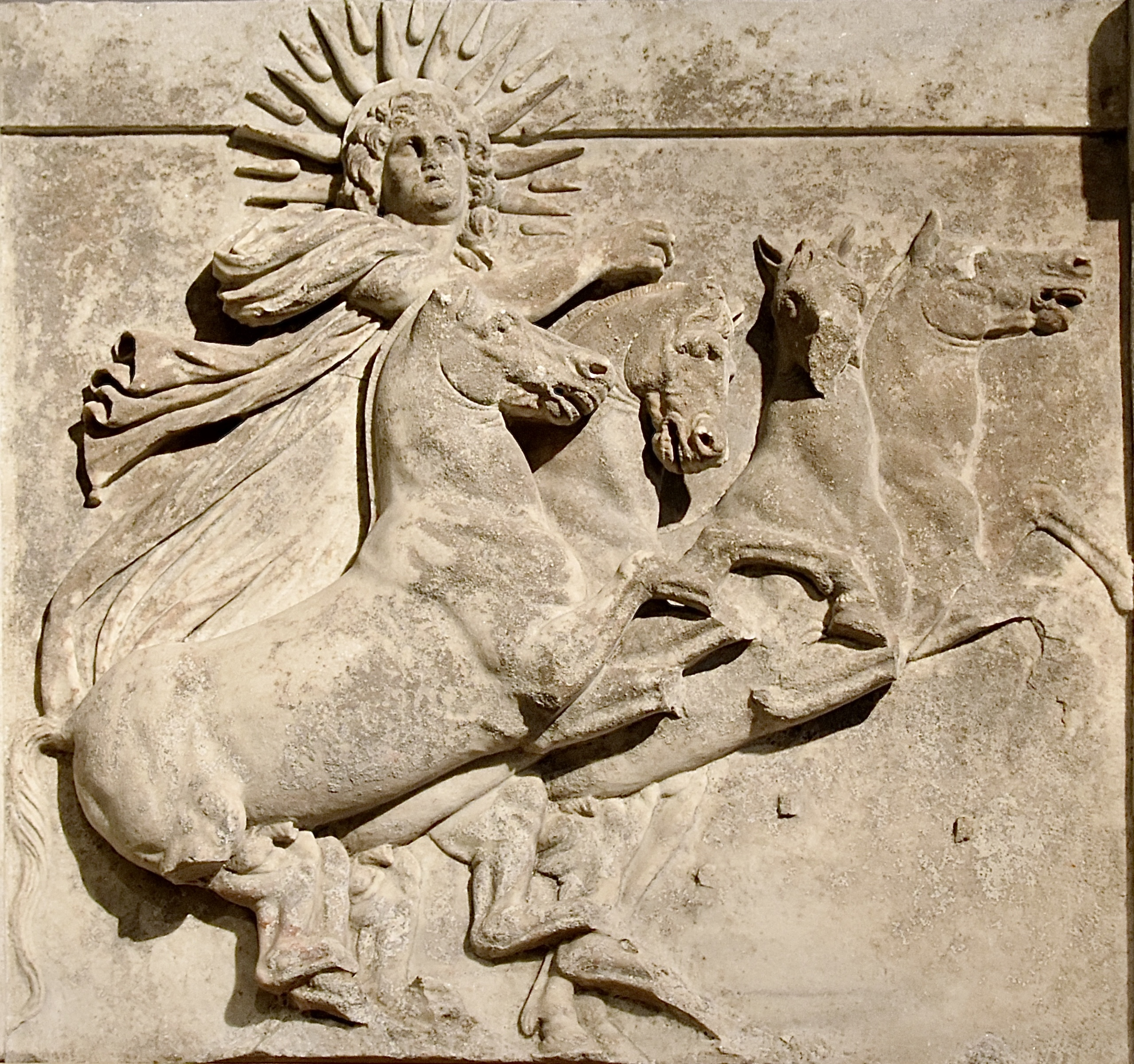
Mètopa que representa Hèlios, del Temple d'Atena Ilies, ara a l'Altes Museum, Berlín

## Descripció
Estava situat al nord-est del turó de la ciutat d'Ílion (Troia). El seu tèmenos era tan gran que cobria quasi la meitat de la superfície de l'anterior Troia VI. L'edifici tenia un peristil i era d'estil dòric. Els fonaments feien uns 36 × 16 m, amb 6 columnes als costats curts i 12 als llargs. A dins, hi havia un pronaos, una naos i un opistòdom. El temple estava envoltat per un ampli recinte quadrat, flanquejat als costats oest, sud i est per estoes, o pòrtics, amb un propileu enmig de l'estoa del sud. El que queda del temple és sobretot la coberta elevada de la teulada, que formava part de l'atri, i elements arquitectònics i decoratius, com ara els capitells de les portes i part del sostre del cassetó interior.
De la decoració escultòrica que es conserva del temple, la més famosa és la mètopa que representa el déu del sol Hèlios conduint un carro tirat per quatre cavalls. La llosa de marbre de la mètopa té 0,86 × 0,86 m. La van traslladar a l'Altes Museum de Berlín. Es diu que la imatge de culte del temple es basava en informació sobre l'aspecte que hauria tingut a Troia la misteriosa estàtua d'Atena, el Pal·ladi, que deia la mitologia que havia caigut del cel.